# Schefflera evrardii
Schefflera evrardii là một loài thực vật có hoa trong Họ Cuồng cuồng. Loài này được Bamps miêu tả khoa học đầu tiên năm 1973.